# Ричмонд (округ Шавано, Вісконсин)
Ричмонд (англ. Richmond) — місто (англ. town) в США, в окрузі Шавано штату Вісконсин. Населення — 1832 особи (2020).

## Демографія
Згідно з переписом 2010 року, у місті мешкали 1864 особи в 762 домогосподарствах у складі 562 родин. Було 836 помешкань
Расовий склад населення:
| - 93,5 % — білих - 3,5 % — корінних американців - 0,6 % — азіатів - 0,3 % — чорних або афроамериканців |

До двох чи більше рас належало 1,8 %. Частка іспаномовних становила 1,1 % від усіх жителів.
За віковим діапазоном населення розподілялося таким чином: 21,2 % — особи молодші 18 років, 60,0 % — особи у віці 18—64 років, 18,8 % — особи у віці 65 років та старші. Медіана віку мешканця становила 46,5 року. На 100 осіб жіночої статі у місті припадало 103,1 чоловіків;  на 100 жінок у віці від 18 років та старших — 103,9 чоловіків також старших 18 років.
Середній дохід на одне домашнє господарство  становив 76 943 долари США (медіана — 64 886), а середній дохід на одну сім'ю — 87 255 доларів (медіана — 73 667). Медіана доходів становила 49 821 долар для чоловіків та 35 714 долари для жінок. За межею бідності перебувало 4,5 % осіб, у тому числі 6,0 % дітей у віці до 18 років та 2,8 % осіб у віці 65 років та старших.
Цивільне працевлаштоване населення становило 982 особи. Основні галузі зайнятості: освіта, охорона здоров'я та соціальна допомога — 27,0 %, виробництво — 18,3 %, будівництво — 8,7 %, роздрібна торгівля — 7,2 %.